# Aglaia rimosa
Aglaia rimosa là một loài thực vật]] thuộc họ Meliaceae. Loài này có ở Indonesia, Papua New Guinea, Philippines, và Đài Loan.